# Laso
Laso de Hermíone (em grego:  Λάσος ὁ Ἑρμιονεύς) foi um poeta lírico grego do século VI a.C. da cidade de Hermíone na Argólida. Ele é conhecido por ter atuado em Atenas durante o reinado de Pisístrato. De Musica, do Pseudo-Plutarco, credita-lhe as inovações do hino do ditirambo. De acordo com Heródoto, Laso também expôs as falsificações de Onomácrito dos oráculos de Museu.